# Mark Patton
Mark Patton (ur. 22 września 1959 w Riverside) – amerykański aktor filmowy, telewizyjny i teatralny, projektant wnętrz.
Wychował się w Riverside w stanie Missouri, dzielnicy Kansas City. Występował na Broadwayu, jednak najbardziej znany jest z występu w głównej roli w horrorze Jacka Sholdera Koszmar z ulicy Wiązów II: Zemsta Freddy’ego (1985), w którym zmierzył się z okrutnym Freddym Kruegerem.
Patton ujawnił się jako gej. W 40. urodziny wykryto u niego HIV oraz rozpoznano zapalenie płuc, kandydozę i gruźlicę. Jego leki miały niekorzystne interakcje i trafił do szpitala. Po wyzdrowieniu przeniósł się do Meksyku, gdzie poznał, a później poślubił, Hectora Moralesa Mondragona. Obaj są właścicielami sklepu z dziełami sztuki w Puerto Vallarta.